# Pterolophia moupinensis
Pterolophia moupinensis är en skalbaggsart som beskrevs av Stefan von Breuning 1973. Pterolophia moupinensis ingår i släktet Pterolophia och familjen långhorningar. Inga underarter finns listade i Catalogue of Life.